# Barasat
Barasat là một thành phố và khu đô thị của quận North Twentyfour Parganas thuộc bang Tây Bengal, Ấn Độ.

## Địa lý
Barasat có vị trí 22°14′B 88°27′Đ / 22,23°B 88,45°Đ Nó có độ cao trung bình là 4 mét (13 foot).

## Nhân khẩu
Theo điều tra dân số năm 2001 của Ấn Độ, Barasat có dân số 231.515 người. Phái nam chiếm 51% tổng số dân và phái nữ chiếm 49%. Barasat có tỷ lệ 77% biết đọc biết viết, cao hơn tỷ lệ trung bình toàn quốc là 59,5%: tỷ lệ cho phái nam là 81%, và tỷ lệ cho phái nữ là 73%. Tại Barasat, 10% dân số nhỏ hơn 6 tuổi.